# Catherine Lacoste
Pour les articles homonymes, voir Lacoste.
Catherine Lacoste de Prado, née le 27 juin 1945 dans le 17e arrondissement de Paris est une golfeuse française. Elle est la seule femme amateure au monde à avoir remporté l'US Open de golf féminin (en 1967).

## Biographie
Elle est la fille de la championne de golf Simone Thion de la Chaume, et du champion de tennis français René Lacoste. Influencée par l'intérêt familial pour le sport, elle commence à pratiquer le golf jeune, et elle reçoit notamment l'enseignement de Raymond Garaïalde.
En 1964, elle fait partie avec Claudine Cros et Brigitte Varangot de l'équipe qui remporte la première édition du trophée Espirito Santo Trophy. Ce trophée deviendra le Women’s World Amateur Team Championship.
Elle réussit l'exploit de s'imposer en 1967 à l'US Open féminin de golf sur le parcours de The Homestead, près de Hot Springs en Virginie. Elle est la première, et à ce jour la seule, amatrice à avoir remporté cette épreuve. Elle devient la deuxième non américaine (après l'Uruguayenne Fay Crocker) . Elle gagne avec un score de 294 coups et deux coups d'avance sur Susie Maxwell (en) et Beth Stone.
Elle a également remporté le Women's Amateur Championship (anciennement Lady British Amateur) en 1969. Sa mère avait aussi remporté cette épreuve, en 1927, seul cas de double victoire mère-fille. 
Elle a créé, en hommage à sa mère le trophée Simone Thion de la Chaume en 1999. 
À la suite de sa mère elle a été présidente du golf de Chantaco, fondé par son grand-père René Thion de La Chaume, de 1974 à 2009. 
Elle crée avec 7 autres membres de la famille le Fonds de dotation Porosus.

## Palmarès
Palmarès individuel
- Internationaux de France : 1967, 1969, 1970 et 1972[1]
- US Open : 1967
- Women's Western Amateur : 1968[5]
- Championnat de France : 1968 et 1969
- US Ladies amateur : 1969
- The Women's Amateur Championship (anciennement Lady British Amateur) : 1969
- Internationaux d'Espagne : 1969, 1972 et 1976

Palmarès par équipe
- Championnat du monde par équipes : 1964
- Championnat d'Europe par équipes : 1969 et 1975